# De Muur (tijdschrift)
De Muur, wielertijdschrift voor Nederland en Vlaanderen, is een literair wielertijdschrift dat in Nederland wordt uitgegeven. Het eerste deel is in juni 2002 uitgebracht. Het tijdschrift wordt vier keer per jaar uitgegeven.
De redactie van De Muur bestaat uit  Bert Wagendorp (hoofdredacteur), John Kroon, Peter Ouwerkerk en Mart Smeets en wordt uitgegeven door De Muur BV.
Net als de meeste literaire tijdschriften verschijnt De Muur in een vorm die aan een pocketboek doet denken. De opzet van een aflevering verschilt per keer. De ene keer bestaat een deel uit losse verhalen, de andere keer is het compleet gewijd aan één enkel thema. Voorbeelden hiervan zijn (onder andere): 
- De Muur nr. 27, januari 2010 - De Muur 27 is een heruitgave van het boek Te Midden der Kampioenen van Joris Van den Bergh.
- De Muur nr. 31, januari 2011 - Slipstroom. Een kleine geschiedenis van schrijven en wielrennen - Arthur van den Boogaard.
- De Muur nr. 47, december 2014 - Etalagecoureur. De tragische ondergang van Roy Schuiten - Peter Ouwerkerk.[4]
- De Muur nr. 55, januari 2017 - De Langste Tour, Hoe Lucien Buysse de Ronde van 1926 won - Koos Schwartz.[5]

Enkele vaste auteurs van het blad zijn: Nando Boers, Willie Verhegghe, Jeroen Wielaert en Thijs Zonneveld.